# Harry Martinson
Harry Edmund Martinson (n. 6 mai 1904, Jämshög, Blekinge, Suedia, d. 11 februarie 1978, Stockholm) a fost un scriitor suedez, laureat al Premiului Nobel pentru Literatură în 1974, împreună cu Eyvind Johnson.
Motivația Juriului Nobel a fost următoarea: „pentru o creație scriitoricească prin care captează picătura de rouă și oglindește în ea Cosmosul”.

## Biografie
Harry Martinson s-a născut în 1904 la Blekinge, într-o familie foarte săracă. Tatăl său a decedat în 1910, iar un an mai târziu, mama sa emigrează în America, lăsându-și copiii în grija comunei, care-i încredințează unor familii pentru a-i crește. Singurul său refugiu a fost școala. Câțiva ani a vagabondat prin Suedia, iar la 16 ani s-a îmbarcat marinar la Karlskrona, navigând șase ani pe mările lumii și practicând diverse meserii în diferite țări. Toți acești ani de muncă în cele mai diferite ambianțe a constituit o sursă de inspirație pentru primele lui lucrări literare, două volume de proză (Resor untan mål (Călătorii fără țel), {1932} și Kap Farväl (Capul Adio), {1933}).
În jurul anului 1930, a apărut în viața culturală a Suediei un grup de scriitori care pornesc lupta împotriva poeziei de idei. Din inițiativa lui Artur Lundkvist se editează o antologie de poezie intitulată sugestiv Fem unga (Cinci tineri). În afară de Harry Martinson și de Artur Lundkvist, mai fac parte din acest grup Gustav Sandgren, Eric Aslund și Josef Kjelgren. Dintre cei cinci tineri, cel mai talentat a fost Martinson. El continuă tradiția liricii naturii, începută de Linné, fiind unul dintre primii „creatori de limbă” suedezi.
În 1929, s-a căsătorit cu Moa Martinson, o scriitoare suedeză, pe care a cunoscut-o la redacța ziarului anarhist Brand. Ei au divorțat în 1940, ca urmare a opiniilor politice diferite, în special, vis-à-vis de URSS. Harry Martinson s-a recăsătorit, în 1942, cu Ingrid Lindcrantz.
În august 1934, a participat la Congresul scriitorilor de la Moscova - excursie la modă printre scriitorii de stânga din acel timp.

## Distincții
Martinson a fost ales membru al Academiei Suedeze în 1949, fiind primul autodidact acceptat în acest forum. În 1954 a primit titlul de Doctor honoris causa acordat de Universitatea din Göteborg. A primit Premiul Nobel pentru literatură în 1974 împreună cu Eyvind Johnson, însă au existat multe critici împotriva atribuirii acestui premiu, întemeiate pe faptul că atât Martinson cât și Johnson erau membri ai Academie Suedeze, cea care decernează premiile.

## Opera

### Romane
- Resor untan mål (Călătorii fără țel), {1932}
- Kap Farväl (Capul Adio), {1933}
- Nässlorna blomma (Floarea de urzică), {1935}
- Vägen ut, {1936}
- Vägen till Klockrike (Drumul spre Calea-ntoarsă), {1948}

### Poezii
- Spökskepp, (1929)
- Aniara, (1956) (poeme cosmice)

### Eseuri politice
- Verklighet till döds  (Realitatea care ucide)[14]

### Opere postume
- Längs ekots stigar (Pe cărările ecoului) - 1978
- Doriderma - 1980
- Bollesagor - 1983
- Ur de tusen diktermas bok (Cartea celor o mie de poeme) - 1986
- Gyro (volum scris în 1946-1947)
- Eseu - 1986